# Mats Hulth
Mats Thore Axel Hulth, född 22 januari 1946 i Bromma församling i Stockholm, är en svensk politiker (socialdemokrat) som var finansborgarråd i Stockholms stad 1988–1991 och 1994–1998. Han har också haft andra borgarrådsposter: socialborgarråd, fastighetsborgarråd och 1991–1994 var han näringslivsborgarråd. Våren 1998 aviserade Hulth, efter skarp kritik från Stockholms stadsrevisorer för missbruk av kontokort för representation, sin avgång från posten som finansborgarråd.

## Bakgrund
Mats Hulth är uppvuxen i Norra Ängby i Stockholm och son till typografen Olof Hulth och postkassörskan Gunborg, ogift Carlström.
Han gick på Blackebergs läroverk men hoppade av studierna före studentexamen och började arbeta som brevbärare och som vårdbiträde på Beckomberga sjukhus. Han uttogs som plutonbefälselev vid Svea Livgarde, men lämnade utbildningen och blev handräckningsvärnpliktig.

## Politisk karriär
1969 valdes Hulth 23 år gammal till ordförande i SSU-distriktet i Stockholm och året därpå blev han invald i Stockholms kommunfullmäktige. Han var landstingsman 1970–1973 och blev informationschef i HSB Stockholm 1973. Därefter avancerade han snabbt via poster som fastighets- och socialborgarråd till finansborgarråd, som han blev första gången 1988.

### Kontokortsaffären
I februari 1998 avslöjade Svenska Dagbladet att Hulth rest till Namibia och tagit ut traktamente, trots att han var ledig. Under ledigheten hade han vid flera tillfällen bjudit på middagar och drinkar med ett av sina fyra representationskort. Skandalen växte när det visade sig att Hulth regelbundet och i stor omfattning använt kontokorten för luncher och middagar inkluderande spritdrycker med sina närmaste arbetskamrater i Stadshuset.
Stadsrevisorernas rapport visade, att Hulth bara under 1997 bjöd 123 gånger för en kostnad av 140 000 kronor. Vid merparten av dessa tillfällen var kvittona ofullständiga. Revisorerna var mycket kritiska. Hulth hade inte uppgivit varför eller med vilka han representerade. De som attesterat Hulths notor hade skrivit på räkningarna trots dessa brister. Sedan kontokortsaffären uppdagats bad Hulth om ursäkt och skyllde på bristande rutiner och spritkulturen i Stadshuset.
I ett TV-program klippte han sönder sina representationskort och lät meddela, att han begärt och fått läkarintyg på att han inte var alkoholiserad. Affären ledde till att Hulth meddelade att han ämnade avgå från posten som finansborgarråd. Hulth menade med detta, att han inte skulle ställa upp till omval, vilket innebar att han stannade kvar på posten i ytterligare sex månader.

## Efter politiken
Efter att Hulth avgått som politiker 1998 blev han verkställande direktör för branschorganisationen Sveriges Hotell- och Restaurangföretagare (SHR) – populärt kallad krogombudsman – och vice ordförande i Svensk Turism AB. Som VD för SHR var han tveksam till planerna på att förbjuda rökning på restauranger, men sedan beslutet fattats har han stött förändringen. Förslaget drevs för övrigt av hans tidigare hustru.
Hulth var en av dem som förde fram Annika Billström som Socialdemokraternas finansborgarrådskandidat i valet 2002, men år 2005 tillhörde han enligt uppgift dem inom partiet som kritiserade hennes politik.

## Familj
Mats Hulth var 1975–1999 gift med S-politikern Margareta Persson. Andra gången gifte han sig 2002 med Lone Njor.
Partikelfysikern Per Olof Hulth (1943–2015) var hans äldre bror.